# Microsoft Office Specialist

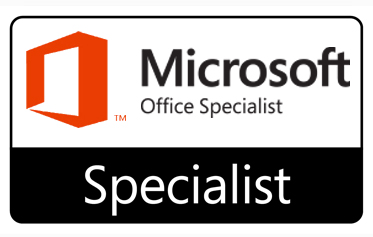
Logo de la certificación

También llamado MOS, el Microsoft Office Specialist es un grupo de exámenes de la compañía Microsoft que evalúa sus productos de Office: Word, Excel, Power Point y Outlook,Access. Esta evaluación es tomada por Certiport. Los mejores estudiantes están invitados a representar a sus respectivos países en el Microsoft Office Specialist World Championship.

## Versiones del Examen[2][3][4]
|           | Word                                | Excel                               | Outlook                                                                      | Power Point                                                                  | Access                                                                       | Sharepoint                                                                   | One Note                                                                     |
| --------- | ----------------------------------- | ----------------------------------- | ---------------------------------------------------------------------------- | ---------------------------------------------------------------------------- | ---------------------------------------------------------------------------- | ---------------------------------------------------------------------------- | ---------------------------------------------------------------------------- |
| Core      | En versiones de 2010, 2013, 2016    | En versiones de 2010, 2013, 2016    | En versión de 2010                                                           | En versión de 2010                                                           | En versión de 2010                                                           | En versión de 2010                                                           | En versión de 2010                                                           |
| Normal    | Se reemplazó con la versión de Core | Se reemplazó con la versión de Core | Versión de 2013 y 2016                                                       | Versión de 2013 y 2016                                                       | Versión de 2013 y 2016                                                       | Versión de 2013                                                              | Versión de 2013                                                              |
| Expert P1 | Versión de 2013                     | Versión de 2013                     | No hubo versión Expert de Outlook, Power Point, Access, Sharepoint y Onenote | No hubo versión Expert de Outlook, Power Point, Access, Sharepoint y Onenote | No hubo versión Expert de Outlook, Power Point, Access, Sharepoint y Onenote | No hubo versión Expert de Outlook, Power Point, Access, Sharepoint y Onenote | No hubo versión Expert de Outlook, Power Point, Access, Sharepoint y Onenote |
| Expert P2 | Versión de 2013                     | Versión de 2013                     | No hubo versión Expert de Outlook, Power Point, Access, Sharepoint y Onenote | No hubo versión Expert de Outlook, Power Point, Access, Sharepoint y Onenote | No hubo versión Expert de Outlook, Power Point, Access, Sharepoint y Onenote | No hubo versión Expert de Outlook, Power Point, Access, Sharepoint y Onenote | No hubo versión Expert de Outlook, Power Point, Access, Sharepoint y Onenote |